# Economia de l'lmperi Otomà
L'economia de l'Imperi Otomà s'ocupa de la història econòmica de l'Imperi Otomà que va existir entre 1299 i 1923. Els otomans van tenir com a principal font de riquesa l'expansió militar i el fiscalisme; per la seva banda, l'agricultura era considerada més important que la indústria i el comerç. Berkes descriu l'economia otomana com una economia de guerra, el principal ingrés comprenia el botí de l'expansió militar. Aquesta idea ha estat recolzada per altres orientalistes..
 Mercantilistes occidentals van donar més èmfasi a la indústria en l'equació riquesa-poder-riquesa, avançant cap a una  economia capitalista que comprèn indústries i mercats en expansió, mentre que els otomans van mantenir la trajectòria de expansió territorial, monopolis tradicionals, tinença de terra conservadora i agricultura. En termes econòmics, ni la manera de producció asiàtica de Marx, ni la manera feudal trobat a l'Europa medieval reflecteixen amb precisió l'economia otomana, ja que cau en algun punt entre els dos: l'excés de producció camperola va ser gravat per l'Estat, en lloc de ser pagat com a renda als senyors feudals.

## Agricultura
L'Imperi Otomà era una economia agrària, amb escassetat de  capital i mà d'obra, però abundants terres. La majoria de la població es guanyava la vida amb petites explotacions familiars; mentre que al voltant del 40% dels impostos per a l'Imperi procedia directament o indirectament dels ingressos  duaners per les exportacions.
Les famílies d'agricultors aconseguien els seus mitjans de vida per mitjà d'un complex conjunt d'activitats econòmiques i no purament dels conreus. Així, produïen una creixent varietat de cultius per al seu propi consum i es dedicaven a la cria d'animals per obtenir la seva llet i llana. Algunes famílies rurals manufacturaven béns per a ser venuts; per exemple, els aldeans balcànics viatjaven a Anatòlia i Síria durant diversos mesos per vendre els seus teixits de llana. A través d'impostos i lleis d'herència, a partir del segle xvii, l'Estat va animar els pagesos a comerciar fruites, verdures i ovelles. Aquest patró, establert plenament al segle xviii, no va tenir un canvi significatius fins a la fi de l'imperi; això no vol dir que no hi va haver canvis en el sector agrari. Els nòmades van exercir un paper important en l'economia, en subministrar productes d'origen animal, així com productes tèxtils i transport. Eren un problema per a l'Estat i un difícil de controlar: els programes de sedentarització van tenir lloc al segle xix, coincidint amb l'afluència massiva de refugiats. Aquesta dinàmica va tenir l'efecte d'una disminució en la cria d'animals per part de les tribus i d'un augment en el conreu. La creixent comercialització de l'agricultura que comença en el segle xviii va significar que la població va començar a conrear més. Amb la urbanització progressiva, els nous mercats van crear major  demanda, que va ser fàcilment coberta amb l'adveniment dels ferrocarrils. Donat l'augment de la producció, l'Estat va requerir que una major porció dels impostos fos pagada en efectiu.
La producció va augmentar a causa de diversos factors. Un increment en la productivitat va resultar de projectes de irrigació, agricultura intensiva i la major ocupació de tècniques agrícoles modernes al llarg del segle xix. Per 1900, desenes de milers d'arades, i altres maquinàries agrícoles es van trobar en els Balcans, Anatòlia i les terres àrabs; però, la major part dels augments en la producció va procedir de vastes àrees que van ser posades a conrear intensament. Les famílies van començar a incrementar la quantitat de temps dedicat al treball de la terra, amb la qual cosa les terres en guaret també van ser posades en ús. La parceria va augmentar les terres utilitzades que abans havien estat exclusivament per al pasturatge.
Juntament amb les polítiques governamentals, l'arribada de milions de refugiats va fer que grans extensions de terra sense llaurar fossin posades a treballar. La conca d'Anatòlia central i la zona estepària de les províncies sirianes van ser casos en què les agències governamentals van parcel·lar petites propietats de terra per als refugiats, un patró recurrent per tot l'Imperi. Les propietats estrangers van seguir sent inusuals, tot i la debilitat política otomana, probablement a causa de la forta resistència local i de l'escassetat de mà d'obra. S'ha suggerit que la divisió del treball no era possible a causa de motius religiosos.
Els programes de reforma agrícola a finals del segle xix van portar al fet que l'Estat fundés escoles agrícoles i granges model que van resultar en l'educació d'una burocràcia autoperpetuada d'especialistes agraris, centrada en l'augment de les exportacions agrícoles. Entre 1876 i 1908, el valor de les exportacions agrícoles d'Anatòlia va créixer només el 45%, mentre que els ingressos del delme es van elevar en un 79%. No obstant això, les importacions barates de cereals nord-americans van soscavar les economies agrícoles a tot Europa, en alguns casos, fet que provocà obertament crisis econòmiques i políticas.

## Demografia
| Any  | Població   |
| ---- | ---------- |
| 1520 | 11.692.480 |
| 1566 | 15.000.000 |
| 1683 | 30.000.000 |
| 1831 | 7.230.660  |
| 1856 | 35.350.000 |
| 1881 | 17.388.604 |
| 1906 | 20.884.000 |
| 1914 | 18.520.000 |
| 1919 | 14.629.000 |

Els censs en els territoris otomans recentment es van iniciar a inicis del segle xix. Per a períodes anteriors, estimats de mida i distribució de la població es basen en patrons demogràfics observats. Els otomans van desenvolupar un sistema eficient per explicar la població de l'imperi el 1826, vint anys més tard aquests mètodes van ser introduïts en el Regne Unit, França i Amèrica.
No és clar per què la població del segle xviii era menor que en el segle XVI; però, va començar a augmentar fins a arribar 25-32 milions el 1800, amb al voltant de 10 milions d'otomans a les províncies europees, principalment en els Balcans, 11 milions a les províncies asiàtiques i 3 milions a les províncies africanes. La densitat demogràfica més alta es trobava a les províncies europees, que duplicava a la d'Anatòlia, que al seu torn triplicava a la densitat demogràfica de l'Iraq i Síria i era cinc vegades més gran que l'Aràbia. El 1914, la població otomana constava de 18,5 milions de persones, similar a la comptabilitzada el 1800. Durant aquest temps, la mida de l'imperi va ser reduït de més de 3 milions de quilòmetres quadrats al voltant d'1 milió de km², és a dir, hi havia el doble de població i un increment de la densitat demogràfica.
Cap a la fi de l'existència de l'imperi, l'expectativa de vida era de 49 anys. Epidèmies i fams van causar importants canvis i trastorns demogràfics. El 1785, al voltant d'un sisè de població  egípcia va morir de la plaga, mentre que Alep va reduir la seva població en un 20% al segle xviii. Sis fams van assolar només Egipte entre 1687 i 1731, mentre que l'última fam que va colpejar Anatòlia va ser quart dècades després.
L'augment de les ciutats portuàries va portar amb si grans concentracions demogràfiques a causa del desenvolupament de vaixells de vapor i vies ferroviàries. La urbanització es va incrementar, perquè les millores en salut i salubritat feia a les ciutats més atractives per viure. Les ciutats portuàries com Salònica, a Grècia, van incrementar la seva població de 55.000 a 1800 a 160.000 el 1912; mentre que Esmirna, que tenia una població de 150.000 el 1800 va créixer a 300.000 el 1914. Per contra, algunes regions van mostrar un descens demogràfic. Tal és el cas de Belgrad, la població va decaure de 25.000 a 8.000 principalment, a causa de trastorns polítics.
Les migracions econòmiques i polítiques van tenir un impacte en tot l'imperi. Per exemple, l'annexió de l'Imperi Rus i la Dinastia dels Habsburg de les regions de Crimea i els Balcans, respectivament, van comportar grans influències de refugiats  musulmans: 200.000 tàrtars crimeos van fugir de Dobruja. Entre 1783 i 1913, aproximadament 5-7 milions de refugiats van ingressar a l'Imperi Otomà, almenys, 3,8 milions d'ells procedien de l'Imperi Rus. Algunes migracions van deixar marques indelebles, com tensió política entre regions de l'imperi —com Turquia i Bulgària—, mentre que els efectes centrífugs es van observar en altres territoris. Les economies també es van veure afectades amb la pèrdua d'artesans, comerciants, fabricants i agricultors.